# Revolutionaire Eenheid
De Revolutionaire Eenheid (RE) is een communistische organisatie in Nederland. Ze werd in 2016 opgericht en is naar eigen zeggen geïnspireerd door het marxisme-leninisme-maoïsme. Ook is de organisatie sterk geïnspireerd door de Filipijnse politicus José María Sison, die zij beschouwt als haar 'leraar en mentor'. De organisatie definieert als haar belangrijkste strijdpunten het antikapitalisme, anti-imperialisme en proletarisch feminisme.

## In het nieuws
In 2019 kwam RE in het nieuws doordat zij een bijeenkomst organiseerde met de omstreden Palestijnse activist Rasmea Odeh. De bijeenkomst vond plaats in de gekraakte universiteitszaal De Verrekijker en werd verboden door de Vrije Universiteit Amsterdam.
In 2022 kwam RE in het nieuws door een onderzoek dat zij verrichtte naar vastgoedbezit van Rotterdamse politici. RE onthulde dat het PvdA-raadslid Narsingh Balwantsingh 23 panden in bezit had met een totale waarde die in de miljoenen liep. Hij was niet transparant geweest over dit vermogen. Daarnaast was een van zijn panden in het nieuws gekomen vanwege de slechte woonomstandigheden. Op 12 januari 2023 trad hij naar aanleiding van het onderzoek af. Twee maanden laten bracht RE naar buiten dat ook oud-wethouder en fractievoorzitter Judith Bokhove van GroenLinks in het vastgoed zat en zelfs tot de rijkste 0,1% huishoudens van Nederland behoorde.